# Negativni i pozitivni ateizam
Pozitivni ateizam je izraz kojim se općenito opisuju svjetonazori ateista koji istinitom smatraju tvrdnju  "Bogovi ne postoje". Negativni ateizam je pak izraz koji se odnosi na ostale oblike nonteizma.  Kroz povijest se ova razlika opisivala i izrazom jaki i slabi ateizam gdje se pod "jakim" ateizmom navodilo specifični stav da bogovi ne postoje, dok "slabi" ateizam predstavlja tek odsutnost vjerovanja u bogove, a da se kategorički ne odbaci mogućnost njihovog postojanja. S obzirom na fleksibilnost izraza "Bog", smatra se kako osoba istovremeno može biti i jak i slab ateist, ovisno o shvaćanju što se smatra božanstvom.
Izraz je prvi godine 1972. koristio britanski filozof Anthony Flew, ali je popularnost stekao početkom 1990-ih zahvaljujući Usenet grupi alt.atheism.